# Pliski
Pliski (biał. Пліскі; ros. Плиски) – wieś na Białorusi, w obwodzie witebskim, w rejonie dokszyckim, w sielsowiecie Sitce.

## Historia
W czasach zaborów wieś leżała w gminie Pariafianów, w powiecie wilejskim w guberni wileńskiej Imperium Rosyjskiego.
W dwudziestoleciu międzywojennym wieś leżała w Polsce, w województwie wileńskim, w powiecie duniłowickim, od 1926 w powiecie dziśnieńskim, w gminie Parafianów.
Według Powszechnego Spisu Ludności z 1921 roku zamieszkiwało tu 141 osób, 22 były wyznania rzymskokatolickiego, 103 prawosławnego a 16 mojżeszowego. Jednocześnie 66 mieszkańców zadeklarowało polską a 75 białoruską przynależność narodową. Było tu 29 budynków mieszkalnych. W 1931 w 28 domach zamieszkiwało 150 osób.
Wierni należeli do parafii rzymskokatolickiej w Parafianowie i prawosławnej w Hnieździłowie. Miejscowość podlegała pod Sąd Grodzki w Dokszycach i Okręgowy w Wilnie; właściwy urząd pocztowy mieścił się w Parafianowie.